# Cernusco Lombardone
Cernusco Lombardone é uma comuna italiana da região da Lombardia, província de Lecco, situada no território Meratese, com cerca de 3.540 habitantes. Estende-se por uma área de 3 km², tendo uma densidade populacional de 1180 hab/km². Faz fronteira com Merate, Montevecchia, Osnago.

## Demografia
| Variação demográfica do município entre 1861 e 2011                               |
|                                                                                   |
| Fonte: Istituto Nazionale di Statistica (ISTAT) - Elaboração gráfica da Wikipedia |